# Balin (Pologne)
Pour les articles homonymes, voir Balin.
Balin (prononciation : [ˈbalin]) est une ville de 3 400 habitants du sud de la Pologne.
La ville est située dans la gmina (commune) de Chrzanów dans la powiat de Chrzanów dans la voïvodie de Petite-Pologne.